# Ibrahim Kargbo
Ibrahim Kargbo (Freetown, 10 de abril de 1982) es un exfutbolista que fue internacional con la selección de Sierra Leona.
Su hermano menor Sidney Kargbo también jugó en la selección de Sierra Leona.
Son los primeros hermanos en jugar en la Selección de Sierra Leona desde los hermanos Kallon (Mohamed, Kemokai y Musa Kallon).

## Selección nacional
Ha sido internacional con la Selección de fútbol de Sierra Leona, ha jugado 27 partidos internacionales y marcó un gol.

## Clubes
| Club                       | País       | Año       |
| -------------------------- | ---------- | --------- |
| RWD Molenbeek              | Bélgica    | 2000-2002 |
| Sporting Charleroi         | Bélgica    | 2002-2005 |
| Malatyaspor                | Turquía    | 2005-2006 |
| FC Bruselas                | Bélgica    | 2006      |
| Willem II                  | Holanda    | 2006-2010 |
| FK Baku                    | Azerbaiyán | 2010-2013 |
| RWDM Brussels FC           | Bélgica    | 2013      |
| Atlético Clube de Portugal | Portugal   | 2014-2015 |
| Welling United             | Inglaterra | 2016      |
| Dulwich Hamlet             | Inglaterra | 2016-2019 |